# غارت جهان سوم
غارت جهان سوم نام یک کتاب ادبی است که توسط پیر ژاله، نویسندهٔ اهل فرانسه نوشته شده‌است.